# Traité américain de règlement pacifique

Les États signataires et membre du pacte de Bogota qui a été signé le 30 avril 1948 et qui fait partie du cadre juridique de l'Organisation des États américains.
Légende des couleurs :
- Vert foncé : les États qui ont ratifié le traité
- Vert clair : les États qui ont signé mais pas ratifié le traité
- Gris : les États qui n'ont ni signé ni ratifié le traité
- Turquoise : le Salvador, qui a ratifié le traité en 1950, mais a dénoncé son adhésion en 1973, et la Colombie qui a fait de même le 28 novembre 2012.

Le traité américain de règlement pacifique (American Treaty on Pacific Settlement), aussi connu sous le nom de pacte de Bogota, a été signé par les républiques indépendantes des Amériques lors de la Conférence pan-américaine le 30 avril 1948 à Bogota en Colombie.
Le but de ce traité est d'obliger les États signataires à régler leurs différends de façon pacifique. Il leur est aussi demandé d'utiliser tous les moyens régionaux mis à leur disposition avant de s'en remettre au Conseil de sécurité des Nations unies. Les États signataires reconnaissent par ailleurs la juridiction de la Cour internationale de justice (CIJ) de La Haye.
La Salvador a quitté le traité en 1973. À la suite d'un jugement de la Cour internationale de justice dans un différend frontalier maritime l'opposant au Nicaragua, la Colombie a annoncé faire de même le 28 novembre 2012. Mais la dénonciation du pacte de Bogotá ne pourra entrer en vigueur avant un délai d'un an,.